# Copa Colombia 2015
La Copa Colombia 2015 (oficialmente y por motivos de patrocinio, Copa Águila 2015) fue la decimotercera edición del torneo nacional de Copa organizado por la División Mayor del Fútbol Colombiano que enfrenta a los clubes de las categorías Primera A y Primera B del fútbol en Colombia. Comenzó el 18 de febrero y finalizó el 19 de noviembre de 2015, Junior terminó campeón al vencer a Santa Fe 2-1 en el global, logrando un cupo para la Copa Sudamericana 2016.

## Sistema de juego
De acuerdo al cambio de formato aprobado por la División Mayor del Fútbol Colombiano el 7 de octubre de 2014, los 36 equipos afiliados a la División Mayor del Fútbol Colombiano (Dimayor) toman parte del torneo, donde inicialmente competirán 32 en una fase de 8 grupos de 4 equipos cada uno, que se enfrentarán todos contra todos en 6 fechas. El ganador de cada grupo, junto con los cuatro mejores segundos, clasificarán a la siguiente fase.
En la siguiente fase, los 12 equipos clasificados en la Fase I se unirán a los 4 equipos clasificados directamente a la fase II del torneo, formándose ocho llaves de dos equipos cada una, quienes disputarán partidos de eliminación directa de ida y vuelta. Se jugaran octavos de final, cuartos de final, semifinales y la final del torneo.

### Cambio de formato
La Copa Colombia de 2015 tendrá varias modificaciones sustanciales en relación con las ediciones anteriores. Inicialmente, de los 36 equipos en total que participarán, solo 32 competirán en la primera fase, en la cual, se organizarán en 8 grupos de 4 equipos cada uno de donde clasificarán a octavos de final, los líderes de cada uno de los grupos y los 4 mejores segundos de la fase de grupos; a estos 12 equipos se unirán en octavos de final, los cuatro mejores equipos de la Temporada 2014 del fútbol colombiano así: los tres equipos que consigan su cupo a la Copa Libertadores 2015 y el mejor equipo en la Reclasificación que no haya obtenido cupo para disputar el torneo continental, en esta ocasión los equipos clasificados directamente a la próxima fase del torneo son Águilas Doradas, Atlético Nacional, Santa Fe, Once Caldas.

## Datos de los clubes
| - Águilas Doradas - Alianza Petrolera - Atlético Huila - Junior - Atlético Nacional - Boyacá Chicó - Cortuluá - Cúcuta Deportivo - Deportes Tolima - Deportivo Cali | - Deportivo Pasto - Envigado F. C. - Independiente Medellín - Santa Fe - Jaguares - La Equidad - Millonarios - Once Caldas - Patriotas - Uniautónoma |

| - América de Cali - Atlético Bucaramanga - Barranquilla F. C. - Bogotá F. C. - Depor F. C. - Deportes Quindío - Deportivo Pereira - Expreso Rojo | - Fortaleza - Leones - Llaneros - Real Cartagena - Real Santander - Unión Magdalena - Universitario - Valledupar F. C. |

## Fase de grupos
En esta fase, los 32 equipos participantes se dividen en ocho grupos, y en cada grupo se ubican cuatro equipos, los cuales juegan 6 partidos, de ida y vuelta, en el formato de todos contra todos. Los equipos que se ubiquen en el 1° puesto avanzan a los Octavos de final; asimismo, avanzarán los cuatro mejores equipos que se ubiquen en el 2° lugar de su grupo.
|  |                                                      |
|  | Clasificado a Octavos de final.                      |
|  | Clasificado, como mejor segundo, a Octavos de final. |
|  | Eliminados                                           |

### Grupo A
| Equipo             | PJ | PG | PE | PP | GF | GC | Dif. | Pts. |
| ------------------ | -- | -- | -- | -- | -- | -- | ---- | ---- |
| Junior             | 6  | 2  | 3  | 1  | 9  | 7  | 2    | 9    |
| Real Cartagena     | 6  | 2  | 3  | 1  | 8  | 6  | 2    | 9    |
| Barranquilla F. C. | 6  | 1  | 5  | 0  | 10 | 9  | 1    | 8    |
| Uniautónoma        | 6  | 0  | 3  | 3  | 4  | 9  | -5   | 3    |

| Primera | Barranquilla F. C. | 2 : 1 | Uniautónoma        | Metropolitano      | 18 de febrero | 15:30 | Sin transmisión |
| Primera | Atlético Junior    | 2 : 1 | Real Cartagena     | Metropolitano      | 18 de febrero | 17:30 | Sin transmisión |
| Segunda | Atlético Junior    | 2 : 2 | Barranquilla F. C. | Metropolitano      | 4 de marzo    | 17:30 | Sin transmisión |
| Segunda | Real Cartagena     | 1 : 1 | Uniautónoma        | Jaime Morón        | 4 de marzo    | 19:30 | Sin transmisión |
| Tercera | Uniautónoma        | 0 : 2 | Real Cartagena     | Metropolitano      | 18 de marzo   | 15:30 | Sin transmisión |
| Tercera | Barranquilla F. C. | 2 : 2 | Atlético Junior    | Metropolitano      | 19 de marzo   | 16:00 | Sin transmisión |
| Cuarta  | Uniautónoma        | 0 : 2 | Atlético Junior    | Metropolitano      | 15 de abril   | 19:00 | Sin transmisión |
| Cuarta  | Real Cartagena     | 1 : 1 | Barranquilla F. C. | Jaime Morón        | 16 de abril   | 19:30 | Sin transmisión |
| Quinta  | Barranquilla F. C. | 2 : 2 | Real Cartagena     | Metropolitano      | 29 de abril   | 15:00 | Sin transmisión |
| Quinta  | Atlético Junior    | 1 : 1 | Uniautónoma        | Metropolitano      | 29 de abril   | 17:30 | Sin transmisión |
| Sexta   | Uniautónoma        | 1 : 1 | Barranquilla F. C. | Metropolitano      | 6 de mayo     | 15:30 | Sin transmisión |
| Sexta   | Real Cartagena     | 1 : 0 | Atlético Junior    | Julia Turbay Samur | 7 de mayo     | 15:15 | Sin transmisión |

### Grupo B
| Equipo                 | PJ | PG | PE | PP | GF | GC | Dif. | Pts. |
| ---------------------- | -- | -- | -- | -- | -- | -- | ---- | ---- |
| Independiente Medellín | 6  | 2  | 3  | 1  | 6  | 4  | 2    | 9    |
| Envigado F. C.         | 6  | 2  | 3  | 1  | 6  | 5  | 1    | 9    |
| Jaguares               | 6  | 2  | 1  | 3  | 4  | 6  | -2   | 7    |
| Leones                 | 6  | 1  | 3  | 2  | 6  | 7  | -1   | 6    |

| Primera | Jaguares               | 0 : 1 | Envigado F. C.         | Municipal de Montería | 18 de febrero | 15:00 | Sin transmisión |
| Primera | Independiente Medellín | 1 : 1 | Leones                 | Atanasio Girardot     | 18 de febrero | 19:30 | Sin transmisión |
| Segunda | Leones                 | 2 : 3 | Jaguares               | John Jairo Tréllez    | 4 de marzo    | 15:00 | Sin transmisión |
| Segunda | Envigado F. C.         | 1 : 1 | Independiente Medellín | Polideportivo Sur     | 4 de marzo    | 19:30 | Sin transmisión |
| Tercera | Leones                 | 1 : 1 | Envigado F. C.         | John Jairo Tréllez    | 18 de marzo   | 15:00 | Sin transmisión |
| Tercera | Independiente Medellín | 2 : 0 | Jaguares               | Atanasio Girardot     | 18 de marzo   | 19:30 | Sin transmisión |
| Cuarta  | Envigado F. C.         | 1 : 1 | Leones                 | Polideportivo Sur     | 15 de abril   | 17:00 | Sin transmisión |
| Cuarta  | Jaguares               | 0 : 0 | Independiente Medellín | Municipal de Montería | 15 de abril   | 19:00 | Sin transmisión |
| Quinta  | Jaguares               | 0 : 1 | Leones                 | Municipal de Montería | 29 de abril   | 19:00 | Sin transmisión |
| Quinta  | Independiente Medellín | 1 : 2 | Envigado F. C.         | Atanasio Girardot     | 29 de abril   | 19:30 | Sin transmisión |
| Sexta   | Leones                 | 0 : 1 | Independiente Medellín | John Jairo Tréllez    | 6 de mayo     | 15:00 | Sin transmisión |
| Sexta   | Envigado F. C.         | 0 : 1 | Jaguares               | Polideportivo Sur     | 6 de mayo     | 15:00 | Sin transmisión |

### Grupo C
| Equipo               | PJ | PG | PE | PP | GF | GC | Dif. | Pts. |
| -------------------- | -- | -- | -- | -- | -- | -- | ---- | ---- |
| Atlético Bucaramanga | 6  | 4  | 2  | 0  | 14 | 5  | 9    | 14   |
| Real Santander       | 6  | 2  | 2  | 2  | 8  | 9  | -1   | 8    |
| Cúcuta Deportivo     | 6  | 2  | 1  | 3  | 7  | 8  | -1   | 7    |
| Alianza Petrolera    | 6  | 1  | 1  | 4  | 4  | 11 | -7   | 4    |

| Primera | Real Santander       | 1 : 5 | Cúcuta Deportivo     | Álvaro Gómez Hurtado | 18 de febrero | 15:00 | Sin transmisión |
| Primera | Alianza Petrolera    | 0 : 5 | Atlético Bucaramanga | Álvaro Gómez Hurtado | 18 de febrero | 20:00 | Sin transmisión |
| Segunda | Cúcuta Deportivo     | 0 : 0 | Alianza Petrolera    | General Santander    | 4 de marzo    | 19:30 | Sin transmisión |
| Segunda | Atlético Bucaramanga | 1 : 1 | Real Santander       | Alfonso López        | 5 de marzo    | 19:00 | Sin transmisión |
| Tercera | Real Santander       | 2 : 1 | Alianza Petrolera    | Álvaro Gómez Hurtado | 18 de marzo   | 15:00 | Sin transmisión |
| Tercera | Cúcuta Deportivo     | 1 : 2 | Atlético Bucaramanga | General Santander    | 19 de marzo   | 20:00 | Win Sports      |
| Cuarta  | Atlético Bucaramanga | 2 : 0 | Cúcuta Deportivo     | Alfonso López        | 16 de abril   | 19:00 | Sin transmisión |
| Cuarta  | Alianza Petrolera    | 1 : 0 | Real Santander       | Álvaro Gómez Hurtado | 22 de abril   | 15:30 | Sin transmisión |
| Quinta  | Alianza Petrolera    | 0 : 1 | Cúcuta Deportivo     | Daniel Villa Zapata  | 29 de abril   | 15:30 | Sin transmisión |
| Quinta  | Real Santander       | 1 : 1 | Atlético Bucaramanga | Álvaro Gómez Hurtado | 30 de abril   | 19:30 | Sin transmisión |
| Sexta   | Cúcuta Deportivo     | 0 : 3 | Real Santander       | General Santander    | 6 de mayo     | 15:00 | Sin transmisión |
| Sexta   | Atlético Bucaramanga | 3 : 2 | Alianza Petrolera    | Alfonso López        | 7 de mayo     | 19:00 | Sin transmisión |

### Grupo D
| Equipo           | PJ | PG | PE | PP | GF | GC | Dif. | Pts. |
| ---------------- | -- | -- | -- | -- | -- | -- | ---- | ---- |
| Deportivo Pasto  | 6  | 3  | 2  | 1  | 7  | 3  | 4    | 11   |
| Unión Magdalena  | 6  | 2  | 3  | 1  | 3  | 3  | 0    | 9    |
| Universitario    | 6  | 1  | 3  | 2  | 4  | 6  | -2   | 6    |
| Valledupar F. C. | 6  | 0  | 4  | 2  | 4  | 6  | -2   | 4    |

| Primera | Universitario    | 1 : 1 | Valledupar F. C. | Ciro López             | 18 de febrero | 11:30 | Sin transmisión |
| Primera | Unión Magdalena  | 0 : 0 | Deportivo Pasto  | Municipal de Ciénaga   | 18 de febrero | 15:00 | Sin transmisión |
| Segunda | Deportivo Pasto  | 2 : 0 | Universitario    | Departamental Libertad | 4 de marzo    | 20:00 | Sin transmisión |
| Segunda | Valledupar F. C. | 0 : 0 | Unión Magdalena  | Erasmo Camacho Calamar | 5 de marzo    | 15:00 | Sin transmisión |
| Tercera | Universitario    | 2 : 1 | Deportivo Pasto  | Ciro López             | 18 de marzo   | 11:30 | Sin transmisión |
| Tercera | Unión Magdalena  | 2 : 1 | Valledupar F. C. | Municipal de Ciénaga   | 18 de marzo   | 15:00 | Sin transmisión |
| Cuarta  | Universitario    | 0 : 0 | Unión Magdalena  | Ciro López             | 15 de abril   | 11:30 | Sin transmisión |
| Cuarta  | Valledupar F. C. | 1 : 1 | Deportivo Pasto  | Erasmo Camacho Calamar | 15 de abril   | 15:00 | Sin transmisión |
| Quinta  | Deportivo Pasto  | 1 : 0 | Valledupar F. C. | Departamental Libertad | 29 de abril   | 20:00 | Sin transmisión |
| Quinta  | Unión Magdalena  | 1 : 0 | Universitario    | Municipal de Ciénaga   | 30 de abril   | 15:00 | Sin transmisión |
| Sexta   | Valledupar F. C. | 1 : 1 | Universitario    | Erasmo Camacho Calamar | 6 de mayo     | 15:00 | Sin transmisión |
| Sexta   | Deportivo Pasto  | 2 : 0 | Unión Magdalena  | Departamental Libertad | 6 de mayo     | 20:00 | Sin transmisión |

### Grupo E
| Equipo          | PJ | PG | PE | PP | GF | GC | Dif. | Pts. |
| --------------- | -- | -- | -- | -- | -- | -- | ---- | ---- |
| Cortuluá        | 6  | 4  | 0  | 2  | 12 | 12 | 0    | 12   |
| Deportivo Cali  | 6  | 3  | 1  | 2  | 15 | 11 | 4    | 10   |
| América de Cali | 6  | 3  | 1  | 2  | 11 | 10 | 1    | 10   |
| Depor F. C.     | 6  | 1  | 0  | 5  | 11 | 16 | -5   | 3    |

| Primera | Cortuluá        | 3 : 2 | Deportivo Cali  | Doce de Octubre        | 18 de febrero | 19:30 | Sin transmisión |
| Primera | América de Cali | 2 : 1 | Depor F. C.     | Hernando Azcárate      | 19 de febrero | 15:00 | Sin transmisión |
| Segunda | Depor F. C.     | 1 : 2 | Cortuluá        | Cacique Jamundí        | 5 de marzo    | 15:00 | Sin transmisión |
| Segunda | Deportivo Cali  | 2 : 0 | América de Cali | Deportivo Cali         | 5 de marzo    | 19:45 | Win Sports      |
| Tercera | América de Cali | 3 : 1 | Cortuluá        | Hernando Azcárate      | 18 de marzo   | 15:00 | Sin transmisión |
| Tercera | Depor F. C.     | 4 : 3 | Deportivo Cali  | Cacique Jamundí        | 19 de marzo   | 15:00 | Sin transmisión |
| Cuarta  | Deportivo Cali  | 3 : 1 | Depor F. C.     | Deportivo Cali         | 15 de abril   | 15:30 | Sin transmisión |
| Cuarta  | Cortuluá        | 2 : 1 | América de Cali | Doce de Octubre        | 16 de abril   | 19:45 | Win Sports      |
| Quinta  | Cortuluá        | 4 : 3 | Depor F. C.     | Doce de Octubre        | 29 de abril   | 19:30 | Sin transmisión |
| Quinta  | América de Cali | 3 : 3 | Deportivo Cali  | Metropolitano de Techo | 30 de abril   | 19:45 | Win Sports      |
| Sexta   | Depor F. C.     | 1 : 2 | América de Cali | Cacique Jamundí        | 7 de mayo     | 15:00 | Sin transmisión |
| Sexta   | Deportivo Cali  | 2 : 0 | Cortuluá        | Deportivo Cali         | 7 de mayo     | 15:00 | Sin transmisión |

### Grupo F
| Equipo       | PJ | PG | PE | PP | GF | GC | Dif. | Pts. |
| ------------ | -- | -- | -- | -- | -- | -- | ---- | ---- |
| Boyacá Chicó | 6  | 4  | 1  | 1  | 7  | 4  | 3    | 13   |
| Patriotas    | 6  | 3  | 1  | 2  | 6  | 4  | 2    | 10   |
| Llaneros     | 6  | 1  | 3  | 2  | 3  | 4  | -1   | 6    |
| Fortaleza    | 6  | 1  | 1  | 4  | 4  | 8  | -4   | 4    |

| Primera | Patriotas    | 1 : 0 | Llaneros     | La Independencia     | 18 de febrero | 15:00 | Sin transmisión |
| Primera | Fortaleza    | 1 : 2 | Boyacá Chicó | Los Zipas            | 18 de febrero | 15:00 | Sin transmisión |
| Segunda | Llaneros     | 2 : 1 | Fortaleza    | Manuel Calle Lombana | 4 de marzo    | 15:00 | Sin transmisión |
| Segunda | Boyacá Chicó | 1 : 0 | Patriotas    | La Independencia     | 4 de marzo    | 19:30 | Sin transmisión |
| Tercera | Llaneros     | 1 : 1 | Boyacá Chicó | Manuel Calle Lombana | 18 de marzo   | 15:30 | Sin transmisión |
| Tercera | Patriotas    | 1 : 2 | Fortaleza    | La Independencia     | 19 de marzo   | 19:00 | Sin transmisión |
| Cuarta  | Fortaleza    | 0 : 0 | Llaneros     | Los Zipas            | 16 de abril   | 15:00 | Sin transmisión |
| Cuarta  | Patriotas    | 2 : 1 | Boyacá Chicó | La Independencia     | 16 de abril   | 19:00 | Sin transmisión |
| Quinta  | Fortaleza    | 0 : 2 | Patriotas    | Los Zipas            | 29 de abril   | 15:00 | Sin transmisión |
| Quinta  | Boyacá Chicó | 1 : 0 | Llaneros     | La Independencia     | 29 de abril   | 19:30 | Sin transmisión |
| Sexta   | Llaneros     | 0 : 0 | Patriotas    | Manuel Calle Lombana | 6 de mayo     | 15:30 | Sin transmisión |
| Sexta   | Boyacá Chicó | 1 : 0 | Fortaleza    | La Independencia     | 6 de mayo     | 19:00 | Sin transmisión |

### Grupo G
| Equipo       | PJ | PG | PE | PP | GF | GC | Dif. | Pts. |
| ------------ | -- | -- | -- | -- | -- | -- | ---- | ---- |
| La Equidad   | 6  | 2  | 3  | 1  | 7  | 5  | 2    | 9    |
| Millonarios  | 6  | 2  | 2  | 2  | 7  | 7  | 0    | 8    |
| Expreso Rojo | 6  | 2  | 2  | 2  | 7  | 8  | -1   | 8    |
| Bogotá F. C. | 6  | 1  | 3  | 2  | 7  | 8  | -1   | 6    |

| Primera | Millonarios  | 1 : 3 | La Equidad   | El Campín              | 18 de febrero | 19:45 | Win Sports      |
| Primera | Bogotá F. C. | 2 : 0 | Expreso Rojo | Metropolitano de Techo | 19 de febrero | 15:00 | Sin transmisión |
| Segunda | La Equidad   | 1 : 1 | Bogotá F. C. | Metropolitano de Techo | 4 de marzo    | 15:00 | Sin transmisión |
| Segunda | Expreso Rojo | 2 : 1 | Millonarios  | Los Zipas              | 4 de marzo    | 15:00 | Sin transmisión |
| Tercera | La Equidad   | 1 : 2 | Expreso Rojo | Metropolitano de Techo | 18 de marzo   | 15:00 | Sin transmisión |
| Tercera | Millonarios  | 2 : 1 | Bogotá F. C. | El Campín              | 19 de marzo   | 20:00 | Sin transmisión |
| Cuarta  | Expreso Rojo | 0 : 1 | La Equidad   | Los Zipas              | 1 de abril    | 15:00 | Sin transmisión |
| Cuarta  | Bogotá F. C. | 0 : 2 | Millonarios  | Metropolitano de Techo | 23 de abril   | 15:00 | Sin transmisión |
| Quinta  | Millonarios  | 1 : 1 | Expreso Rojo | El Campín              | 30 de abril   | 20:00 | Sin transmisión |
| Quinta  | Bogotá F. C. | 1 : 1 | La Equidad   | Metropolitano de Techo | 13 de mayo    | 14:00 | Sin transmisión |
| Sexta   | Expreso Rojo | 2 : 2 | Bogotá F. C. | Los Zipas              | 6 de mayo     | 15:00 | Sin transmisión |
| Sexta   | La Equidad   | 0 : 0 | Millonarios  | Metropolitano de Techo | 6 de mayo     | 19:45 | Win Sports      |

### Grupo H
| Equipo            | PJ | PG | PE | PP | GF | GC | Dif. | Pts. |
| ----------------- | -- | -- | -- | -- | -- | -- | ---- | ---- |
| Deportes Tolima   | 6  | 2  | 3  | 1  | 10 | 7  | 3    | 9    |
| Deportes Quindío  | 6  | 2  | 3  | 1  | 7  | 8  | -1   | 9    |
| Atlético Huila    | 6  | 2  | 2  | 2  | 13 | 11 | 2    | 8    |
| Deportivo Pereira | 6  | 1  | 2  | 3  | 4  | 8  | -4   | 5    |

| Primera | Deportes Tolima   | 2 : 0 | Deportivo Pereira | Manuel Murillo Toro     | 18 de febrero | 15:30 | Sin transmisión |
| Primera | Deportes Quindío  | 0 : 3 | Atlético Huila    | Centenario              | 19 de febrero | 15:00 | Sin transmisión |
| Segunda | Deportivo Pereira | 0 : 0 | Deportes Quindío  | Hernán Ramírez Villegas | 4 de marzo    | 15:30 | Sin transmisión |
| Segunda | Atlético Huila    | 0 : 2 | Deportes Tolima   | Guillermo Plazas Alcid  | 4 de marzo    | 15:30 | Sin transmisión |
| Tercera | Deportivo Pereira | 2 : 1 | Atlético Huila    | Hernán Ramírez Villegas | 18 de marzo   | 15:30 | Sin transmisión |
| Tercera | Deportes Quindío  | 2 : 1 | Deportes Tolima   | Centenario              | 19 de marzo   | 15:00 | Sin transmisión |
| Cuarta  | Atlético Huila    | 3 : 1 | Deportivo Pereira | Guillermo Plazas Alcid  | 15 de abril   | 15:00 | Sin transmisión |
| Cuarta  | Deportes Tolima   | 1 : 1 | Deportes Quindío  | Gonzalo Escobar         | 15 de abril   | 15:30 | Sin transmisión |
| Quinta  | Atlético Huila    | 3 : 3 | Deportes Quindío  | Guillermo Plazas Alcid  | 29 de abril   | 15:00 | Sin transmisión |
| Quinta  | Deportivo Pereira | 1 : 1 | Deportes Tolima   | Hernán Ramírez Villegas | 29 de abril   | 15:30 | Sin transmisión |
| Sexta   | Deportes Quindío  | 1 : 0 | Deportivo Pereira | Centenario              | 7 de mayo     | 15:00 | Sin transmisión |
| Sexta   | Deportes Tolima   | 3 : 3 | Atlético Huila    | Gonzalo Escobar         | 7 de mayo     | 15:00 | Sin transmisión |

### Tabla de segundos lugares
Los cuatro mejores equipos que ocupen el segundo lugar en cada uno de sus grupos avanzarán a octavos de final. Los cuatro clasificados, fueron ordenados para definir su posición entre los mejores segundos. De tal forma, así se posicionaron los mejores segundos:
| GR | Equipo           | PJ | PG | PE | PP | GF | GC | Dif. | Pts. |
| -- | ---------------- | -- | -- | -- | -- | -- | -- | ---- | ---- |
| E  | Deportivo Cali   | 6  | 3  | 1  | 2  | 15 | 11 | 4    | 10   |
| F  | Patriotas        | 6  | 3  | 1  | 2  | 6  | 4  | 2    | 10   |
| A  | Real Cartagena   | 6  | 2  | 3  | 1  | 8  | 6  | 2    | 9    |
| B  | Envigado F. C.   | 6  | 2  | 3  | 1  | 6  | 5  | 1    | 9    |
| D  | Unión Magdalena  | 6  | 2  | 3  | 1  | 3  | 3  | 0    | 9    |
| H  | Deportes Quindío | 6  | 2  | 3  | 1  | 7  | 8  | -1   | 9    |
| G  | Millonarios      | 6  | 2  | 2  | 2  | 7  | 7  | 0    | 8    |
| C  | Real Santander   | 6  | 2  | 2  | 2  | 8  | 9  | -1   | 8    |

## Sorteo de emparejamientos
Los emparejamientos de Octavos de final serán definidos en un sorteo una vez finalizada la primera fase del torneo. Los equipos ubicados del Bolillero 1 serán los que ganaron su grupo en la fase anterior. Los equipos del Bolillero 1 obtendrán un rival de los clubes integrantes del Bolillero 2, que corresponde a los Preclasificados a la fase de octavos de final y los clasificados como mejores segundos de la fase grupal.
| Bolillero 1 | Bolillero 2                                                                                             |
| --- | --- |
| Atlético Bucaramanga Boyacá Chicó Cortuluá Deportivo Pasto Deportes Tolima Independiente Medellín Junior La Equidad | Águilas Doradas Atlético Nacional Deportivo Cali Envigado Once Caldas Patriotas Real Cartagena Santa Fe |

## Cuadro final
Las fases de eliminación directa o fases finales, corresponden a la Segunda fase, Tercera fase, Semifinales y Final, en las cuales se juegan partidos de ida y vuelta, a eliminación directa. Las llaves, serán distribuidas mediante sorteo acorde a los parámetros establecidos por la Dimayor.
A esta fase clasificarán doce equipos provenientes de la primera fase o fase de grupos y cuatro equipos más que corresponderán a los tres clasificados a la Copa Libertadores 2015 y al mejor puntaje de la tabla de reclasificación 2014 no clasificado a la Copa Libertadores 2015.
Los emparejamientos de Octavos de final serán definidos en un sorteo una vez finalizada la primera fase del torneo, donde los ocho equipos que ganaron su grupo en la fase anterior se cruzarán con los otros ocho clasificados (cuatro mejores segundos y cuatro preclasificados). En consecuencia, las llaves se definirán con los siguientes bolilleros de equipos clasificados: 
|  | Octavos de final       | Octavos de final       | Octavos de final |                        |   | Cuartos de final               | Cuartos de final               | Cuartos de final               |  |  | Semifinales                       | Semifinales                       | Semifinales                       |  |  | Final                | Final                | Final                |
|  | 15 y 29 de julio       | 15 y 29 de julio       | 15 y 29 de julio |                        |   | 5 de agosto al 2 de septiembre | 5 de agosto al 2 de septiembre | 5 de agosto al 2 de septiembre |  |  | 23 de septiembre al 14 de octubre | 23 de septiembre al 14 de octubre | 23 de septiembre al 14 de octubre |  |  | 11 y 19 de noviembre | 11 y 19 de noviembre | 11 y 19 de noviembre |
|  |                        |                        |                  |                        |   |                                |                                |                                |  |  |                                   |                                   |                                   |  |  |                      |                      |                      |
|  |                        |                        |                  |                        |   |                                |                                |                                |  |  |                                   |                                   |                                   |  |  |                      |                      |                      |
|  |                        |                        |                  |                        |   |                                |                                |                                |  |  |                                   |                                   |                                   |  |  |                      |                      |                      |
|  | Boyacá Chicó           | 0                      | 1                |                        |   |                                |                                |                                |  |  |                                   |                                   |                                   |  |  |                      |                      |                      |
|  | Boyacá Chicó           | 0                      | 1                |                        |   |                                |                                |                                |  |  |                                   |                                   |                                   |  |  |                      |                      |                      |
|  | Deportivo Cali         | 2                      | 2                |                        |   |                                |                                |                                |  |  |                                   |                                   |                                   |  |  |                      |                      |                      |
|  | Deportivo Cali         | 2                      | 2                | Deportivo Cali         | 0 | 0                              |                                |                                |  |  |                                   |                                   |                                   |  |  |                      |                      |                      |
|  |                        |                        |                  |                        | 0 | 0                              |                                |                                |  |  |                                   |                                   |                                   |  |  |                      |                      |                      |
|  |                        | Independiente Medellín | 2                | 0                      |   |                                |                                |                                |  |  |                                   |                                   |                                   |  |  |                      |                      |                      |
|  | Independiente Medellín | Independiente Medellín | 2                | 0                      | 2 | 2                              |                                |                                |  |  |                                   |                                   |                                   |  |  |                      |                      |                      |
|  | Independiente Medellín |                        |                  |                        | 2 | 2                              |                                |                                |  |  |                                   |                                   |                                   |  |  |                      |                      |                      |
|  | Envigado F. C.         | 1                      | 1                |                        |   |                                |                                |                                |  |  |                                   |                                   |                                   |  |  |                      |                      |                      |
|  | Envigado F. C.         | 1                      | 1                | Independiente Medellín | 1 | 2 (4)                          |                                |                                |  |  |                                   |                                   |                                   |  |  |                      |                      |                      |
|  |                        |                        |                  |                        | 1 | 2 (4)                          |                                |                                |  |  |                                   |                                   |                                   |  |  |                      |                      |                      |
|  |                        | Junior                 | 2                | 1 (5)                  |   |                                |                                |                                |  |  |                                   |                                   |                                   |  |  |                      |                      |                      |
|  | Deportes Tolima        | Junior                 | 2                | 1 (5)                  | 2 | 2                              |                                |                                |  |  |                                   |                                   |                                   |  |  |                      |                      |                      |
|  | Deportes Tolima        |                        |                  |                        | 2 | 2                              |                                |                                |  |  |                                   |                                   |                                   |  |  |                      |                      |                      |
|  | Patriotas              | 1                      | 0                |                        |   |                                |                                |                                |  |  |                                   |                                   |                                   |  |  |                      |                      |                      |
|  | Patriotas              | 1                      | 0                | Deportes Tolima        | 1 | 1                              |                                |                                |  |  |                                   |                                   |                                   |  |  |                      |                      |                      |
|  |                        |                        |                  |                        | 1 | 1                              |                                |                                |  |  |                                   |                                   |                                   |  |  |                      |                      |                      |
|  |                        | Junior                 | 2                | 1                      |   |                                |                                |                                |  |  |                                   |                                   |                                   |  |  |                      |                      |                      |
|  | Junior                 | Junior                 | 2                | 1                      | 0 | 2                              |                                |                                |  |  |                                   |                                   |                                   |  |  |                      |                      |                      |
|  | Junior                 |                        |                  |                        | 0 | 2                              |                                |                                |  |  |                                   |                                   |                                   |  |  |                      |                      |                      |
|  | Atlético Nacional      | 1                      | 0                |                        |   |                                |                                |                                |  |  |                                   |                                   |                                   |  |  |                      |                      |                      |
|  | Atlético Nacional      | 1                      | 0                | Santa Fe               | 0 | 1                              |                                |                                |  |  |                                   |                                   |                                   |  |  |                      |                      |                      |
|  |                        |                        |                  |                        | 0 | 1                              |                                |                                |  |  |                                   |                                   |                                   |  |  |                      |                      |                      |
|  |                        | Junior                 | 2                | 0                      |   |                                |                                |                                |  |  |                                   |                                   |                                   |  |  |                      |                      |                      |
|  | Cortuluá               | Junior                 | 2                | 0                      | 1 | 1                              |                                |                                |  |  |                                   |                                   |                                   |  |  |                      |                      |                      |
|  | Cortuluá               |                        |                  |                        | 1 | 1                              |                                |                                |  |  |                                   |                                   |                                   |  |  |                      |                      |                      |
|  | Águilas Doradas        | 0                      | 0                |                        |   |                                |                                |                                |  |  |                                   |                                   |                                   |  |  |                      |                      |                      |
|  | Águilas Doradas        | 0                      | 0                | Cortuluá               | 0 | 0                              |                                |                                |  |  |                                   |                                   |                                   |  |  |                      |                      |                      |
|  |                        |                        |                  |                        | 0 | 0                              |                                |                                |  |  |                                   |                                   |                                   |  |  |                      |                      |                      |
|  |                        | Santa Fe               | 3                | 0                      |   |                                |                                |                                |  |  |                                   |                                   |                                   |  |  |                      |                      |                      |
|  | La Equidad             | Santa Fe               | 3                | 0                      | 0 | 0                              |                                |                                |  |  |                                   |                                   |                                   |  |  |                      |                      |                      |
|  | La Equidad             |                        |                  |                        | 0 | 0                              |                                |                                |  |  |                                   |                                   |                                   |  |  |                      |                      |                      |
|  | Santa Fe               | 1                      | 1                |                        |   |                                |                                |                                |  |  |                                   |                                   |                                   |  |  |                      |                      |                      |
|  | Santa Fe               | 1                      | 1                | Santa Fe               | 0 | 3                              |                                |                                |  |  |                                   |                                   |                                   |  |  |                      |                      |                      |
|  |                        |                        |                  |                        | 0 | 3                              |                                |                                |  |  |                                   |                                   |                                   |  |  |                      |                      |                      |
|  |                        | Once Caldas            | 1                | 1                      |   |                                |                                |                                |  |  |                                   |                                   |                                   |  |  |                      |                      |                      |
|  | Atlético Bucaramanga   | Once Caldas            | 1                | 1                      | 0 | 1                              |                                |                                |  |  |                                   |                                   |                                   |  |  |                      |                      |                      |
|  | Atlético Bucaramanga   |                        |                  |                        | 0 | 1                              |                                |                                |  |  |                                   |                                   |                                   |  |  |                      |                      |                      |
|  | Once Caldas            | 1                      | 2                |                        |   |                                |                                |                                |  |  |                                   |                                   |                                   |  |  |                      |                      |                      |
|  | Once Caldas            | 1                      | 2                | Once Caldas (p)        | 2 | 0 (3)                          |                                |                                |  |  |                                   |                                   |                                   |  |  |                      |                      |                      |
|  |                        |                        |                  |                        | 2 | 0 (3)                          |                                |                                |  |  |                                   |                                   |                                   |  |  |                      |                      |                      |
|  |                        | Deportivo Pasto        | 2                | 0 (2)                  |   |                                |                                |                                |  |  |                                   |                                   |                                   |  |  |                      |                      |                      |
|  | Deportivo Pasto        | Deportivo Pasto        | 2                | 0 (2)                  | 1 | 4                              |                                |                                |  |  |                                   |                                   |                                   |  |  |                      |                      |                      |
|  | Deportivo Pasto        |                        |                  |                        | 1 | 4                              |                                |                                |  |  |                                   |                                   |                                   |  |  |                      |                      |                      |
|  | Real Cartagena         | 1                      | 1                |                        |   |                                |                                |                                |  |  |                                   |                                   |                                   |  |  |                      |                      |                      |

- Nota 1: En cada llave, el equipo ubicado en la primera línea es el que ejerce la localía en el partido de vuelta.
- Nota 2: Atlético Nacional, Santa Fe, Once Caldas y Águilas Doradas, preclasificaron de manera directa a octavos de final

### Octavos de final
- La hora de cada encuentro corresponde al huso horario que rige a Colombia (UTC-5)

| 15 de julio de 2015, 19:45 | Deportivo Cali | 2:0 (0:0) | Boyacá Chicó | Estadio Deportivo Cali, Palmira |                              |
|                            | Borré 52' 71'  | Reporte   |              | Árbitro(s): Gustavo González    | Árbitro(s): Gustavo González |

| 29 de julio de 2015, 15:00 | Boyacá Chicó | 1:2 (1:1) | Deportivo Cali           | Estadio Manuel Calle L., Villavicencio |                              |
|                            | Diaz 46'     | Reporte   | Preciado 24' · Pérez 88' | Árbitro(s): Wilson Lamouroux           | Árbitro(s): Wilson Lamouroux |

| 15 de julio de 2015, 19:30 | Envigado F. C. | 1:2 (1:0) | Independiente Medellín | Estadio Polideportivo Sur, Envigado |                         |
|                            | Rubio 17'      | Reporte   | Hechalar 54' 73'       | Árbitro(s): Óscar Gómez             | Árbitro(s): Óscar Gómez |

| 29 de julio de 2015, 19:30 | Independiente Medellín   | 2:1 (0:1) | Envigado F. C. | Estadio Atanasio Girardot, Medellín |                          |
|                            | Caicedo 60' · Angulo 84' | Reporte   | Arango 24'     | Árbitro(s): Luis Sánchez            | Árbitro(s): Luis Sánchez |

| 15 de julio de 2015, 15:00 | Patriotas   | 1:2 (0:0) | Deportes Tolima           | Estadio Luis Carlos Galán S., Soacha |                          |
|                            | Gómez 90+4' | Reporte   | Obando 53' · Ibargüen 87' | Árbitro(s): Jorge Duarte             | Árbitro(s): Jorge Duarte |

| 29 de julio de 2015, 15:00 | Deportes Tolima                 | 2:0 (1:0) | Patriotas | Estadio Gonzalo Escobar, Cajamarca                       |                                                          |
|                            | Uribe 30' (pen.) · Ibargüen 45' | Reporte   |           | Asistencia: 1550 espectadores Árbitro(s): Harold Perilla | Asistencia: 1550 espectadores Árbitro(s): Harold Perilla |

| 15 de julio de 2015, 19:45 | Atlético Nacional | 1:0 (1:0) | Junior | Estadio Atanasio Girardot, Medellín                          |                                                              |
|                            | Copete 41'        | Reporte   |        | Asistencia: 26.208 espectadores Árbitro(s): Wilson Lamouroux | Asistencia: 26.208 espectadores Árbitro(s): Wilson Lamouroux |

| 29 de julio de 2015, 19:45 | Junior                   | 2:0 (0:0) | Atlético Nacional | Estadio Metropolitano, Barranquilla                      |                                                          |
|                            | Barrera 51' · Ovelar 64' | Reporte   |                   | Asistencia: 32.700 espectadores Árbitro(s): Carlos Anaya | Asistencia: 32.700 espectadores Árbitro(s): Carlos Anaya |

| 15 de julio de 2015, 19:30 | Águilas Doradas | 0:1 (0:0) | Cortuluá  | Estadio Alberto Grisales, Rionegro |                               |
|                            |                 | Reporte   | Rodas 78' | Árbitro(s): Roberto Rodríguez      | Árbitro(s): Roberto Rodríguez |

| 29 de julio de 2015, 20:00 | Cortuluá   | 1:0 (0:0) | Águilas Doradas | Estadio Doce de Octubre, Tuluá |                             |
|                            | Medina 69' | Reporte   |                 | Árbitro(s): Gustavo Murillo    | Árbitro(s): Gustavo Murillo |

| 15 de julio de 2015, 20:00 | Santa Fe   | 1:0 (0:0) | La Equidad | Estadio El Campín, Bogotá |                          |
|                            | Morelo 78' | Reporte   |            | Árbitro(s): Andrés Rojas  | Árbitro(s): Andrés Rojas |

| 29 de julio de 2015, 20:00 | La Equidad | 0:1 (0:1) | Santa Fe     | Estadio Metrop. de Techo, Bogotá |                         |
|                            |            | Reporte   | Mosquera 29' | Árbitro(s): Juan Pontón          | Árbitro(s): Juan Pontón |

| 15 de julio de 2015, 20:00 | Once Caldas | 1:0 (1:0) | Atlético Bucaramanga | Estadio Palogrande, Manizales      |                                    |
|                            | Penco 6'    | Reporte   |                      | Árbitro(s): Luis Fernando Trujillo | Árbitro(s): Luis Fernando Trujillo |

| 29 de julio de 2015, 19:30 | Atlético Bucaramanga | 1:2 (1:1) | Once Caldas                   | Estadio Alfonso López, Bucaramanga                              |                                                                 |
|                            | Arango 39' (pen.)    | Reporte   | Arango 24' · Henao 54' (pen.) | Asistencia: 15.000 espectadores Árbitro(s): Cristián Villarraga | Asistencia: 15.000 espectadores Árbitro(s): Cristián Villarraga |

| 15 de julio de 2015, 19:30 | Real Cartagena | 1:1 (1:1) | Deportivo Pasto | Estadio Jaime Morón, Cartagena |                         |
|                            | Mendoza 4'     | Reporte   | Ávila 29'       | Árbitro(s): Juan Pontón        | Árbitro(s): Juan Pontón |

| 29 de julio de 2015, 20:00 | Deportivo Pasto                             | 4:1 (1:1) | Real Cartagena | Estadio Deptal. Libertad, Pasto                          |                                                          |
|                            | Viáfara 40' 77' · Briceño 46' · Jiménez 89' | Reporte   | Mendoza 43'    | Asistencia: 9.000 espectadores Árbitro(s): Edilson Ariza | Asistencia: 9.000 espectadores Árbitro(s): Edilson Ariza |

### Cuartos de final
- La hora de cada encuentro corresponde al huso horario que rige a Colombia (UTC-5)

| 12 de agosto de 2015, 19:45 | Independiente Medellín    | 2:0 (1:0) | Deportivo Cali | Estadio Atanasio Girardot, Medellín                         |                                                             |
|                             | Marrugo 6' · Hechalar 55' | Reporte   |                | Asistencia: 10.602 espectadores Árbitro(s): Gustavo Murillo | Asistencia: 10.602 espectadores Árbitro(s): Gustavo Murillo |

| 26 de agosto de 2015, 15:00 | Deportivo Cali | 0:0     | Independiente Medellín | Estadio Deportivo Cali, Palmira                         |                                                         |
|                             |                | Reporte |                        | Asistencia: 6.000 espectadores Árbitro(s): Carlos Anaya | Asistencia: 6.000 espectadores Árbitro(s): Carlos Anaya |

| 5 de agosto de 2015, 19:45 | Junior                   | 2:1 (1:1) | Deportes Tolima | Estadio Metropolitano, Barranquilla                          |                                                              |
|                            | Pérez 20' · Ovelar 90+2' | Reporte   | Obando 8'       | Asistencia: 13.000 espectadores Árbitro(s): Carlos Betancour | Asistencia: 13.000 espectadores Árbitro(s): Carlos Betancour |

| 2 de septiembre de 2015, 20:00 | Deportes Tolima | 1:1 (1:0) | Junior            | Estadio Metrop. de Techo, Bogotá                            |                                                             |
|                                | Méndez 30'      | Reporte   | Toloza 69' (pen.) | Asistencia: 1.000 espectadores Árbitro(s): Fernando Camargo | Asistencia: 1.000 espectadores Árbitro(s): Fernando Camargo |

| 5 de agosto de 2015, 20:00 | Santa Fe                              | 3:0 (2:0) | Cortuluá | Estadio El Campín, Bogotá                                |                                                          |
|                            | Quiñones 30' · Perez 43' · Morelo 55' | Reporte   |          | Asistencia: 10.648 espectadores Árbitro(s): Carlos Anaya | Asistencia: 10.648 espectadores Árbitro(s): Carlos Anaya |

| 2 de septiembre de 2015, 19:30 | Cortuluá | 0:0     | Santa Fe | Estadio Doce de Octubre, Tuluá |                           |
|                                |          | Reporte |          | Árbitro(s): Mario Herrera      | Árbitro(s): Mario Herrera |

| 12 de agosto de 2015, 19:45 | Deportivo Pasto           | 2:2 (1:1) | Once Caldas              | Estadio Deptal. Libertad, Pasto                          |                                                          |
|                             | Bustos 41' · Asprilla 57' | Reporte   | Arango 10' · Menosse 89' | Asistencia: 10.344 espectadores Árbitro(s): Jorge Sierra | Asistencia: 10.344 espectadores Árbitro(s): Jorge Sierra |

| 26 de agosto de 2015, 19:45 | Once Caldas                                                           | 0:0 (3:2 p.)               | Deportivo Pasto                                                                  | Estadio Palogrande, Manizales |                               |
|                             |                                                                       | Reporte                    |                                                                                  | Árbitro(s): Hernando Buitrago | Árbitro(s): Hernando Buitrago |
|                             |                                                                       | Tiros desde el punto penal |                                                                                  |                               |                               |
|                             | Harrison Henao · Hernán Menosse · Marlon Piedrahíta · Sebastián Penco |                            | Jhonatan Gómez · Jonathan Ávila · Rodrigo Soria · Darío Bustos · Edwards Jiménez |                               |                               |

### Semifinales
- La hora de cada encuentro corresponde al huso horario que rige a Colombia (UTC-5)

| 23 de septiembre de 2015, 20:00 | Junior                 | 2:1 (1:0) | Independiente Medellín | Estadio Metropolitano, Barranquilla |                          |
|                                 | Pérez 44' · Ovelar 82' | Reporte   | Burbano 89'            | Árbitro(s): Luis Sánchez            | Árbitro(s): Luis Sánchez |

| 30 de septiembre de 2015, 19:45 | Independiente Medellín | 2:1 (1:0)                  | Junior | Estadio Atanasio Girardot, Medellín |                                 |
|                                 | Caicedo 28' · Pajoy 60' | Reporte                    | Barrera 69' | Árbitro(s): Juan Carlos Gamarra     | Árbitro(s): Juan Carlos Gamarra |
|                                 | | Tiros desde el punto penal | |                                     |                                 |
|                                 | Luis Carlos Arias · Yilmar Angulo · Daniel Torres · Felix Micolta · Jorge Arias · David Gonzalez · Frank Fabra · Juan Fernando Caicedo |                            | Vladimir Hernández · Jorge Aguirre · Jarlan Barrera · Juan David Perez · Juan Domínguez · Gustavo Cuellar · William Tesillo · Guillermo Celis |                                     |                                 |

| 7 de octubre de 2015, 20:00 | Once Caldas   | 1:0 (1:0) | Santa Fe | Estadio Palogrande, Manizales |                          |
|                             | Estupiñan 35' | Reporte   |          | Árbitro(s): Carlos Anaya      | Árbitro(s): Carlos Anaya |

| 14 de octubre de 2015, 19:45 | Santa Fe                            | 3:1 (1:0) | Once Caldas  | Estadio El Campín, Bogotá       |                                 |
|                              | Roa 46' · Quiñones 61' · Zapata 63' | Reporte   | Quintero 84' | Árbitro(s): Juan Carlos Gamarra | Árbitro(s): Juan Carlos Gamarra |

### Final
- La hora de cada encuentro corresponde al huso horario que rige a Colombia (UTC-5)

| 11 de noviembre de 2015, 19:45 | Junior                  | 2:0 (1:0) | Santa Fe | Estadio Metropolitano, Barranquilla                      |                                                          |
|                                | Pérez 23' · Aguirre 76' | Reporte   |          | Asistencia: 22.258 espectadores Árbitro(s): Imer Machado | Asistencia: 22.258 espectadores Árbitro(s): Imer Machado |

| 19 de noviembre de 2015, 19:30 | Santa Fe  | 1:0 (1:0) | Junior | Estadio El Campín, Bogotá                                |                                                          |
|                                | Seijas 2' | Reporte   |        | Asistencia: 36.000 espectadores Árbitro(s): Adrián Velez | Asistencia: 36.000 espectadores Árbitro(s): Adrián Velez |

|                                            |
| Bandera de Colombia                        |
| Campeón Junior de Barranquilla 1.er título |

## Goleadores
| Carlos Ibargüen     | Cortuluá               | 5 | 3 | 1.6  |  |  |  |  |  |
| Rafael Santos Borré | Deportivo Cali         | 5 | 4 | 1.25 |  |  |  |  |  |
| Anthony Otero       | Expreso Rojo           | 4 | 4 | 1    |  |  |  |  |  |
| Jesús Rodríguez     | Barranquilla F. C.     | 4 | 5 | 0.8  |  |  |  |  |  |
| Feiver Mercado      | América de Cali        | 4 | 6 | 0.67 |  |  |  |  |  |
| Hernán Hechalar     | Independiente Medellín | 4 | 7 | 0.5  |  |  |  |  |  |
|                     |                        |   |   |      |  |  |  |  |  |

Fuente.

## Estadísticas generales
| Pos. | Equipos                | PJ | PG | PE | PP | GF | GC | Dif. | Pts. | Rend. |
| ---- | ---------------------- | -- | -- | -- | -- | -- | -- | ---- | ---- | ----- |
| 1.   | Junior                 | 14 | 6  | 4  | 4  | 19 | 14 | 5    | 22   | 52.4% |
| 2.   | Santa Fe(n)            | 8  | 5  | 1  | 2  | 9  | 4  | 5    | 16   | 62.5% |
| 3.   | Independiente Medellín | 12 | 6  | 4  | 2  | 15 | 9  | 6    | 22   | 61.1% |
| 4.   | Once Caldas(n)         | 6  | 3  | 2  | 1  | 7  | 6  | 1    | 11   | 61.1% |
| 5.   | Cortuluá               | 10 | 6  | 1  | 3  | 14 | 15 | -1   | 19   | 63.3% |
| 6.   | Deportivo Pasto        | 10 | 4  | 5  | 1  | 14 | 7  | 7    | 17   | 56.7% |
| 7.   | Deportivo Cali         | 10 | 5  | 2  | 3  | 19 | 14 | 5    | 17   | 56.7% |
| 8.   | Deportes Tolima        | 10 | 4  | 4  | 2  | 16 | 11 | 5    | 16   | 53.3% |
| 9.   | Atlético Bucaramanga   | 8  | 4  | 2  | 2  | 15 | 8  | 7    | 14   | 58.3% |
| 10.  | Boyacá Chicó           | 8  | 4  | 1  | 3  | 8  | 8  | 0    | 13   | 54.2% |
| 11.  | Real Cartagena         | 8  | 2  | 4  | 2  | 10 | 11 | -1   | 10   | 41.7% |
| 12.  | Patriotas              | 8  | 3  | 1  | 4  | 7  | 8  | -1   | 10   | 41.7% |
| 13.  | La Equidad             | 8  | 2  | 3  | 3  | 7  | 7  | 0    | 9    | 37.5% |
| 14.  | Envigado F. C.         | 8  | 2  | 3  | 3  | 8  | 9  | -1   | 9    | 37.5% |
| 15.  | Atlético Nacional(n)   | 2  | 1  | 0  | 1  | 1  | 2  | -1   | 3    | 50%   |
| 16.  | Águilas Doradas(n)     | 2  | 0  | 0  | 2  | 0  | 2  | -2   | 0    | 0%    |
| 17.  | América de Cali        | 6  | 3  | 1  | 2  | 11 | 10 | 1    | 10   | 55.6% |
| 18.  | Unión Magdalena        | 6  | 2  | 3  | 1  | 3  | 3  | 0    | 9    | 50%   |
| 19.  | Deportes Quindío       | 6  | 2  | 3  | 1  | 7  | 8  | -1   | 9    | 50%   |
| 20.  | Atlético Huila         | 6  | 2  | 2  | 2  | 13 | 11 | 2    | 8    | 44.4% |
| 21.  | Barranquilla F. C.     | 6  | 1  | 5  | 0  | 10 | 9  | 1    | 8    | 44.4% |
| 22.  | Millonarios            | 6  | 2  | 2  | 2  | 7  | 7  | 0    | 8    | 44.4% |
| 23.  | Real Santander         | 6  | 2  | 2  | 2  | 8  | 9  | -1   | 8    | 44.4% |
| 24.  | Expreso Rojo           | 6  | 2  | 2  | 2  | 7  | 8  | -1   | 8    | 44.4% |
| 25.  | Cúcuta Deportivo       | 6  | 2  | 1  | 3  | 7  | 8  | -1   | 7    | 38.9% |
| 26.  | Jaguares               | 6  | 2  | 1  | 3  | 4  | 6  | -2   | 7    | 38.9% |
| 27.  | Bogotá F. C.           | 6  | 1  | 3  | 2  | 7  | 8  | -1   | 6    | 33.3% |
| 28.  | Leones                 | 6  | 1  | 3  | 2  | 6  | 7  | -1   | 6    | 33.3% |
| 29.  | Llaneros               | 6  | 1  | 3  | 2  | 3  | 4  | -1   | 6    | 33.3% |
| 30.  | Universitario          | 6  | 1  | 3  | 2  | 4  | 6  | -2   | 6    | 33.3% |
| 31.  | Deportivo Pereira      | 6  | 1  | 2  | 3  | 4  | 8  | -4   | 5    | 27.8% |
| 32.  | Valledupar F. C.       | 6  | 0  | 4  | 2  | 4  | 6  | -2   | 4    | 22.2% |
| 33.  | Fortaleza              | 6  | 1  | 1  | 4  | 4  | 8  | -4   | 4    | 22.2% |
| 34.  | Alianza Petrolera      | 6  | 1  | 1  | 4  | 4  | 11 | -7   | 4    | 22.2% |
| 35.  | Depor F. C.            | 6  | 1  | 0  | 5  | 11 | 16 | -5   | 3    | 16.7% |
| 36.  | Uniautónoma            | 6  | 0  | 3  | 3  | 4  | 9  | -5   | 3    | 16.7% |
|      |                        |    |    |    |    |    |    |      |      |       |

Nota: Atlético Nacional, Independiente Santa Fe, Once Caldas y Águilas Doradas clasificaron directamente a octavos de final, por lo que tienen menos partidos jugados que el resto de equipos.
|  |                                 |
|  | Campeón.                        |
|  | Subcampeón.                     |
|  | Semifinalistas.                 |
|  | Eliminados en cuartos de final. |
|  | Eliminados en octavos de final. |
|  | Eliminado en fase de grupos.    |